# پی-۱۵ ترمیت
پی-۱۵ ترمیت موشک ضدکشتی ساخت شوروی است که در دهه ۱۹۵۰ توسط ام‌کی‌بی رادوگا طراحی شده‌است. اکنون انواع متعددی از ترمیت، در کشورهای مختلف تولید می‌شود.

## کاربران

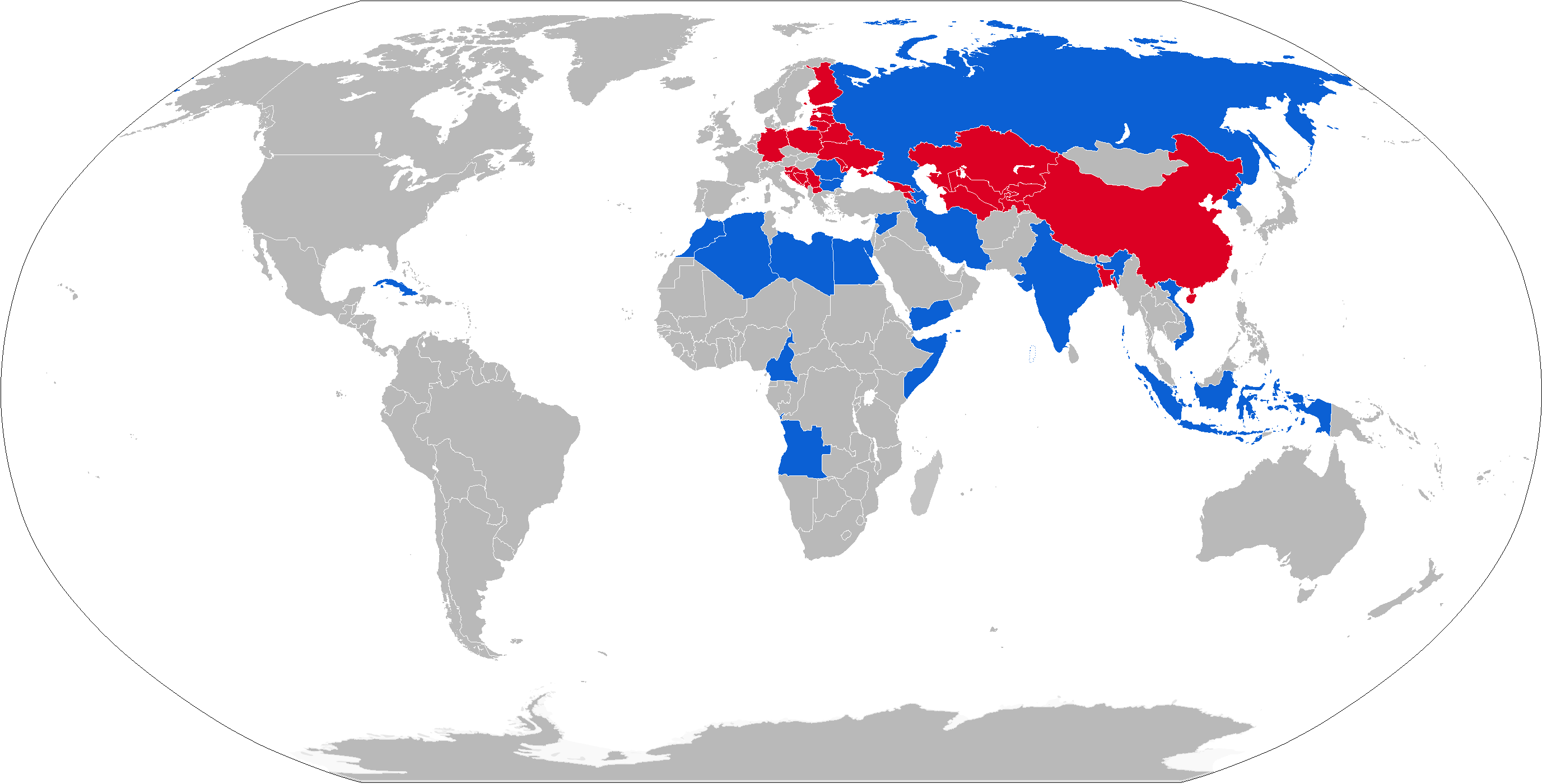
نقشه کاربران کنونی ترمیت به رنگ آبی و کاربران پیشین، به رنگ قرمز

خانواده موشک‌های پی-۱۵ و انواع آن‌ها به‌طور گسترده از دهه ۱۹۶۰ مورد استفاده هستند. این موشک‌ها، سلاح‌های بزرگ و قدرتمندی بودند، اما بسیار ارزان ساخته شده بودند. حتی فهرست کردن همه کاربران ترمیت، دشوار است.

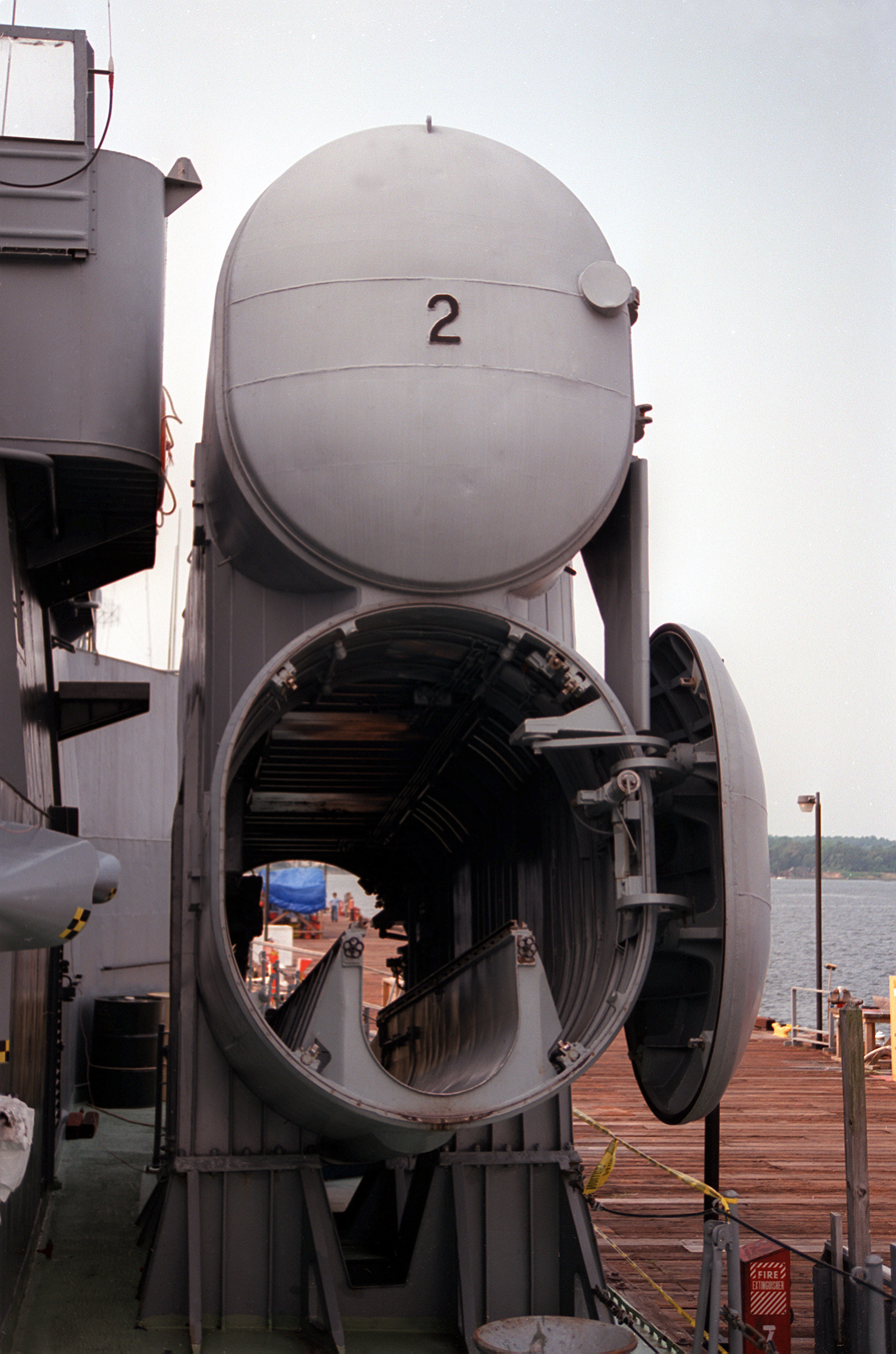
یک پرتابگر عمودی دوقلو بر روی ناو آلمانی

نیروی دریایی آلمان، پس از اتحاد مجدد، در سال ۱۹۹۱ تقریباً ۲۰۰ پی-۱۵ خود را در اختیار نیروی دریایی ایالات متحده قرار داد. آن موشک‌ها برای آزمایش‌های دفاع موشکی مورد استفاده قرار گرفتند.